# Patricia Belli
Patricia Belli (Managua, 18 de noviembre de 1964) es una artista plástica, poeta, educadora, curadora y crítica de arte nicaragüense. Fundadora de la Escuela de Arte Espira/La Espora. Considerada una de las precursoras del arte contemporáneo en Nicaragua. Primer premio en la II Bienal de Pintura en Nicaragua.

## Biografía
Patricia Belli nació en Managua el 18 de noviembre de 1964. Prima de la poeta Gioconda Belli y del educador y exministro de Educación Nicaragüense, Humberto Belli. Sus recuerdos de primera infancia están marcados por la influencia creativa de sus padres: su padre pintando y tomando fotografías; y madre haciendo ropa y otras labores artesanales, experimentando con sus manos.
Al graduarse de los estudios secundarios se planteó estudiar ciencias y biología. Pero al tomar una clase de fundamentos del arte tomó la decisión de dedicarse a esta carrera. Se graduó en Artes Visuales en 1986 en Loyola University de Nueva Orleans (Louisiana) y en 1997 se licenció en Artes y Letras en la Universidad Centroamericana (UCA) de Managua. En 1999 consiguió una beca Fullbright para estudiar un máster de Bellas Artes en el Art Institute de San Francisco (USA).
Al regresar a su país en el año 2001, fundó el Taller de Arte Joven (TaJO)  y el “Espacio para la Investigación y Reflexión Artística, EspIRA”, una asociación sin ánimo de lucro con el fin de fomentar el pensamiento creativo y crítico, mediante programas de educación artística y eventos culturales.

## Trayectoria artística
La reportera cultural Diana Larrea describe que la obra de Patricia Belli: “explora la fragilidad humana y la incertidumbre de estar vivo, cualidades que transmite a través de la amalgama de materiales físicos con los que trabaja. Al mismo tiempo, sus piezas también están dotadas de un poder simbólico con capacidad para enfrentarse al poder político ejercido sobre la población en un sistema neoliberal y patriarcal.” 
La Nación de Costa Rica describe que “esta artista ha propuesto disímiles interacciones entre materiales naturales o manufacturados –espinas, maderas, telas, alambres, etc.– a partir de collages , ensamblajes, objetos, pinturas e instalaciones que, recurrentemente, exploran ese cuerpo femenino, cruzado por tensiones de género donde lo humano y lo objetual se con-funden permanentemente.” 
El curador peruano Miguel López, responsable de la exposición antológica Equilibrio y Colapso (2017) describe la obra de Belli cómo ”compleja, seductora y enigmática; y porque tiene una mirada crítica a la realidad social, y manera de entender el género y la ciencia”.

## Exposiciones

### Colectivas
Ha participado en las siguientes exposiciones colectivas:
- VII Bienal de La Habana en el año 2000. Cuba
- XXV Bienal de Sao Paulo en 2002. Brasil
- Entre Líneas, La Casa Encendida en 2002. Madrid, España
- XI Bienal de Cuenca en 2011. Ecuador
- Exposición colectiva “Caribbean: Crossroads of the World” en el Museo del Barrio de Nueva York en 2012. Estados Unidos
- X Bienal Centroamericana de Artes Visuales en San José en 2016. Costa Rica
- 10th Berlin Biennale en 2018. Alemania

### Individuales
Dentro de sus exposiciones individuales se encuentran:
- Punciones. Palacio Nacional de la Cultura. Managua, Nicaragua. 1997
- Punciones y otros. Sala MAC. Mujeres del Arte Contemporáneo. Tegucigalpa, Honduras. 1998
- The Americas Collection en Florida, Estados Unidos
- TEOR/éTica de San José, Costa Rica
- Galería T20 de Murcia, España
- Equilibrio y Colapso. Treinta años de carrera artística. Centro de Arte de la Fundación Ortíz Gurdián en Managua, Nicaragua. 2017
- Is it morning for you yet? Carnegie Museum of Art (CMoA). Pennsylvania, Estados Unidos. 2022